# الاسبال (القفر)

تعديل مصدري - تعديل

الاسبال محلة تابعة لقرية نجد البرح، التابعة لعزلة بني سيف السافل بمديرية القفر إحدى مديريات محافظة إب في الجمهورية اليمنية، بلغ تعداد سكانها 119 حسب تعداد اليمن لعام 2004.